# Parasenecio maximowicziana
Parasenecio maximowicziana là một loài thực vật có hoa trong họ Cúc. Loài này được (Nakai & F.Maek. ex Hara) H.Koyama mô tả khoa học đầu tiên năm 1995.